# Héctor Méndez
Héctor Eugene Méndez (* 1. August 1897; † 13. Dezember 1977 in Buenos Aires) war ein argentinischer Boxer. Er nahm an den Olympischen Sommerspielen 1924 in Paris teil.
Bei den Olympischen Spielen 1924 in Paris verlor er das Finale im Weltergewicht gegen Jean Delarge aus Belgien. Bei der Eröffnungsfeier der Olympischen Sommerspiele 1928 in Amsterdam war er der argentinische Fahnenträger. Er nahm aber nicht aktiv am Boxturnier teil.

## Ergebnisse bei den Olympischen Spielen
- 1. Runde: Sieg über Valter Palm (Estland) in der 2. Runde durch Aufgabe
- 2. Runde: Sieg über Andreas Petersen (Dänemark)
- Viertelfinale: Sieg über Al Melio (USA)
- Halbfinale: Sieg über Paddy Dwyer (Irland) durch KO in der 3. Runde
- Finale: Niederlage gegen Jean Delarge (Belgien)